# Szonggjungvan Scandal
A Szonggjungvan Scandal (hangul: 성균관 스캔들, Szonggjungvan szukhendul, RR: Seonggyungwan seukaendeul) a KBS2 csatorna által 2010-ben műsorra tűzött dél-koreai dorama, Pak Minjong (Park Min-yeong)gal, Pak Jucshon (Park Yu-cheon)nal, Ju Ain (Yu A-in)nal és Szong Dzsunggi (Song Jung-gi)val a főszerepben. A történet a Szonggjungvan (Seonggyungwan)ban játszódik, ami a Csoszon (Joseon)-dinasztia idejében a legmagasabb oktatási intézmény volt. A sorozat forgatókönyve Csong Ungvol (Jeong Eun-gwol) The Lives of Sungkyunkwan Confucian Scholars 1 & 2 című regényén alapszik.

## Történet
Kim Junhi (Kim Yunhui) édesanyjával és beteg bátyjával, Junsik (Yunsik)kel él. Mivel bátyja keresőképtelen, a lány férfinak álcázza magát és testvére nevét használva különféle írnoki és futármunkákat vállal, hogy pénzt szerezzen bátyja gyógyszereire. A könyvesbolt tulajdonosa, ahol Junhi (Yunhui) írnokoskodik, felajánl a lánynak egy illegális munkát. Mivel pénzszűkében van és családját a behajtók fenyegetik, Junhi (Yunhui)  beleegyezik, hogy jó pénzért levizsgázik egy gazdag ficsúr helyett a híres Szonggjungvan előfelvételi vizsgáján. Csakhogy rajtakapja az önérzetes és becsületes I Szondzsun (Yi Seon-jun), a király nagyhatalmú tanácsnokának egyetlen fia. Junhi (Yunhui) ugyan kimagyarázza magát, de pimasz üzenetet fest a férfi köntösének aljára, amíg az elmélyülten írja a vizsgatételt, ezzel pedig felbőszíti. Szondzsun (Seonjun) csellel ráveszi a fiúnak álcázott lányt, hogy részt vegyen a második felvételi vizsgán, ahol is az őszinte vizsgaírása miatt maga Csongdzso (Jeongjo) király küldi Junhi (Yunhui)t a presztízses iskolába. Junhi (Yunhui)nak így nincs kibúvója, kénytelen a király parancsának engedelmeskedni. Mivel abban az időben a nők nem járhattak iskolába, Junhi (Yunhui)nak ügyelnie kell arra, hogy ne lepleződjön le. Ez nem könnyű feladat, nőies alkata és pici termete miatt állandó célpontja a többiek gúnyolódásának. Ráadásul rá is és Szondzsun (Seonjun)ra is pikkel a diáktestület elnöke, Ha Inszu (Ha In-su), a pajkos Ku Jongha (Gu Yong-ha) pedig folyton gonosz tréfákat űz vele. A lány állandóan bajba keveredik, ráadásul egy szobában kell laknia Szondzsun (Seonjun)nal, aki iránt egyre mélyülnek az érzései.

## Szereplők
- Pak Minjong (Park Min-yeong): Kim Junhi (Kim Yunhui) (김윤희)
- Pak Jucshon (Park Yu-cheon): I Szondzsun (Yi Seon-jun) (이선준)
- Ju Ain (Yu A-in): Mun Dzsesin (Mun Jae-sin) (문재신)
- Szong Dzsunggi (Song Jung-gi): Ku Jongha (Gu Yong-ha) (구용하)
- Cson Theszu (Jeon Tae-su) (전태수): Ha Inszu (하인수, Ha In-su)
- Szo Hjorim (So Hyo-rim) (서효림): Ha Hjoun (하효은, Ha Hyo-eun)

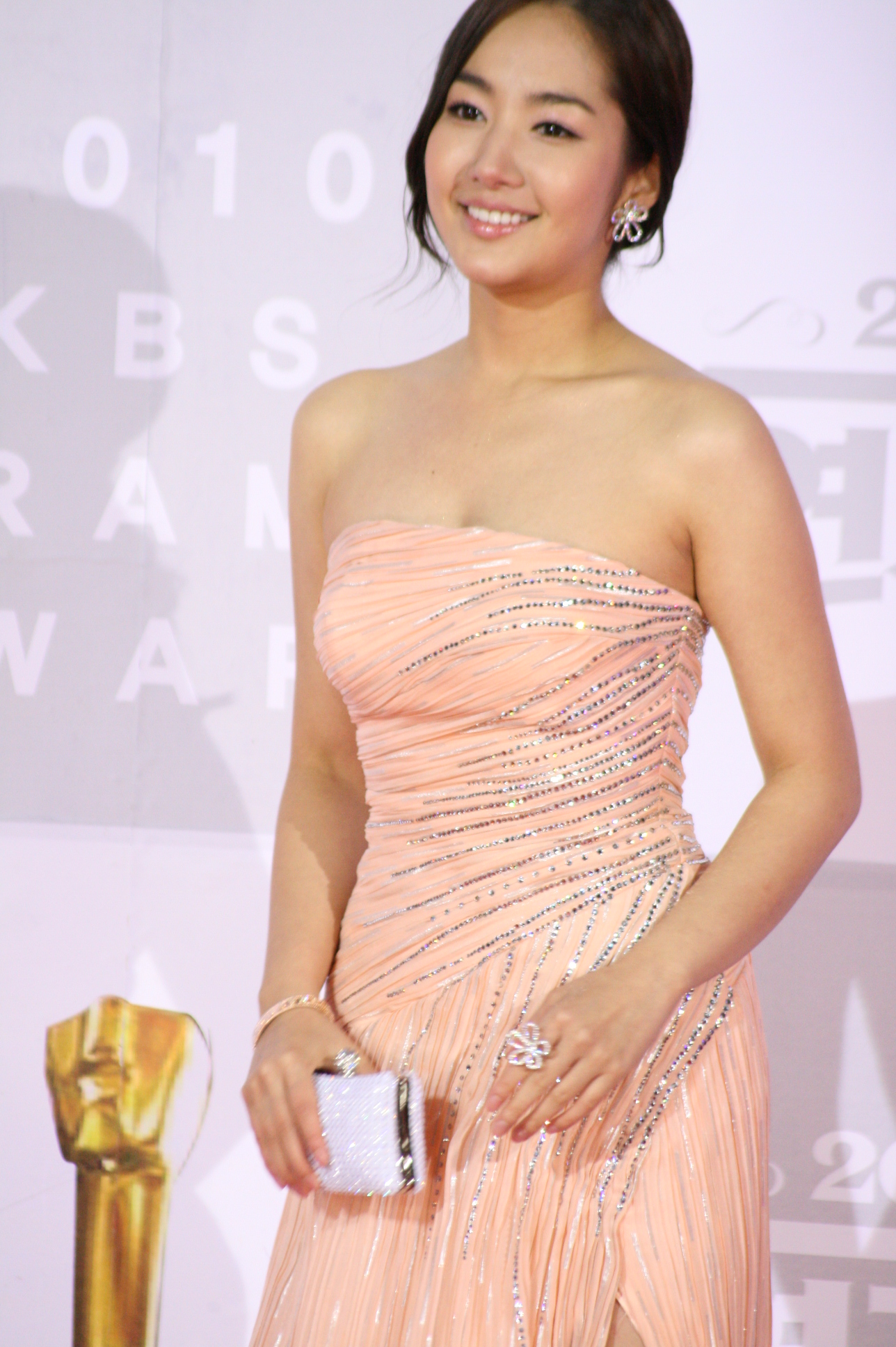
Pak Minjong (Park Min-yeong)
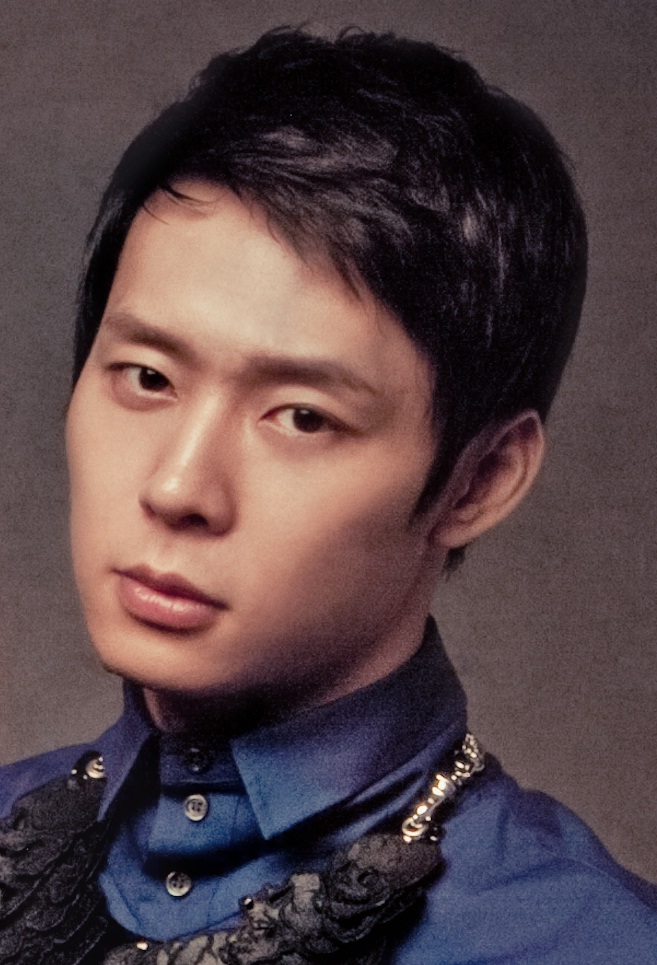
Pak Jucshon (Park Yu-cheon)
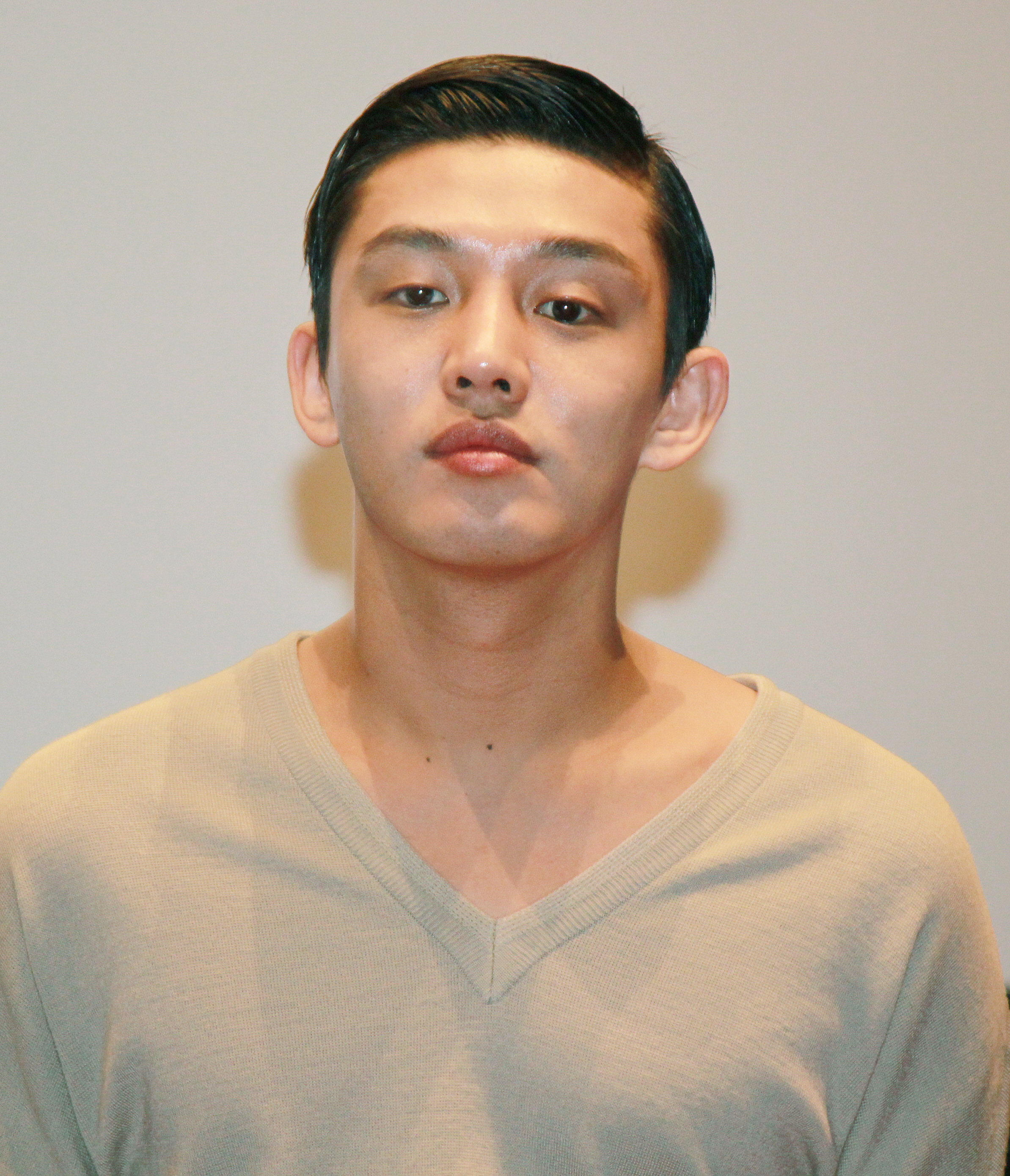
Ju Ain (Yu A-in)
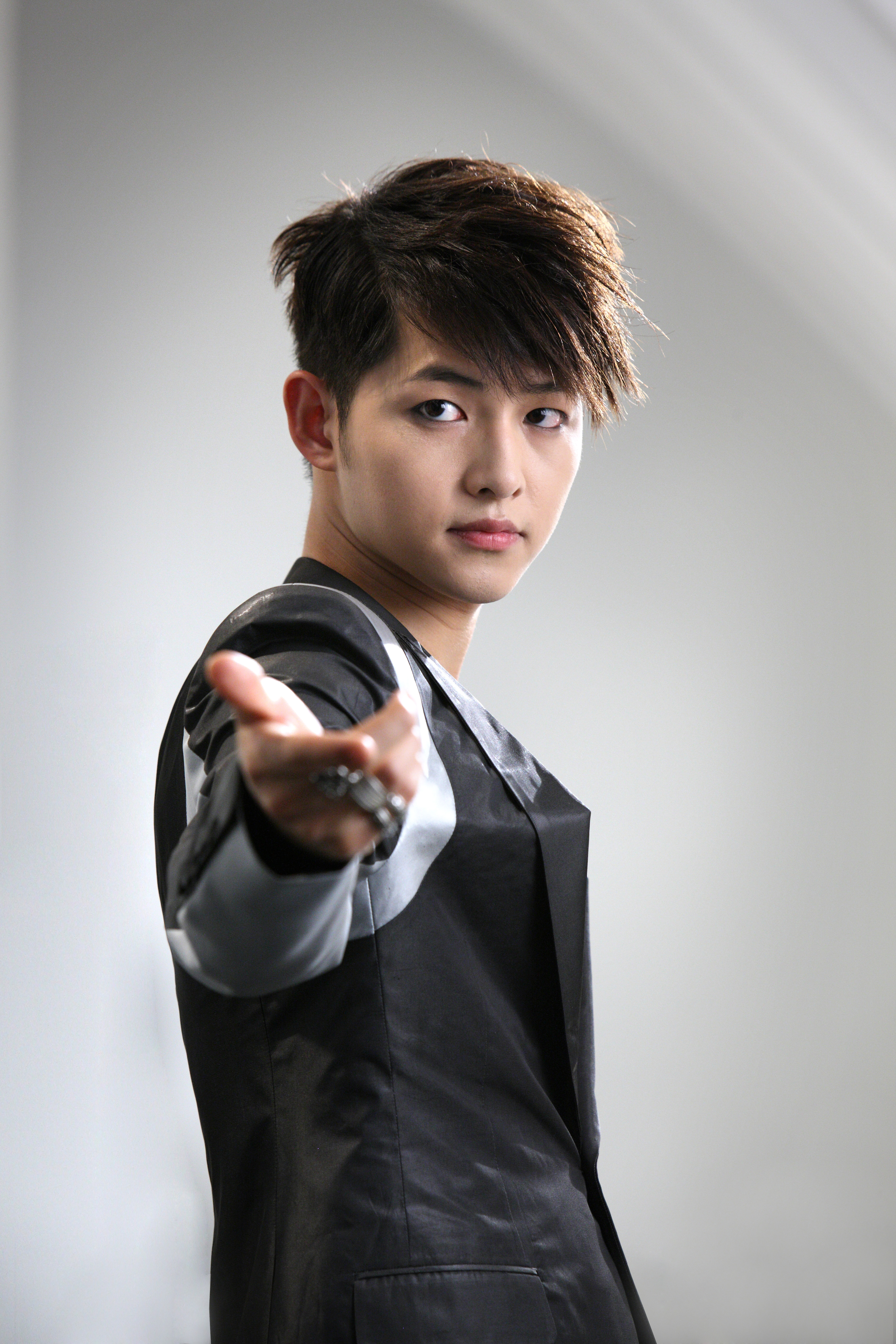
Szong Dzsunggi (Song Jung-gi)

## Fogadtatás
A sorozat ugyan átlagos nézettséggel (12,8%) zárt, az azonos sávban vetített sorozatok közül a legtöbb visszajelzést kapta és a leghűségesebb rajongótáborral rendelkezett. A filmzenei albumból, melyen Pak Jucshon (Park Yu-cheon) együttese, a JYJ is közreműködik, néhány hét alatt 110 000 darabot adtak el.

## Díjak és elismerések
| Év   | Díj                                                            | Kategória                        | Díjazott |
| ---- | -------------------------------------------------------------- | -------------------------------- | --- |
| 2010 | KBS Drama Awards                                               | Kiválóság-díj (sorozatszínésznő) | Pak Minjong (Park Min-yeong)                                                                                  |
| 2010 | KBS Drama Awards                                               | Legjobb új színész               | Pak Jucshon (Park Yu-cheon)                                                                                   |
| 2010 | KBS Drama Awards                                               | Legnépszerűbb színész            | Szong Dzsunggi                                                                                                |
| 2010 | KBS Drama Awards                                               | Internetezők díja                | Pak Jucshon (Park Yu-cheon) és Pak Minjong (Park Min-yeong)                                                   |
| 2010 | KBS Drama Awards                                               | Legjobb páros                    | Ju Ain (Yu A-in) és Szong Dzsunggi (Song Jung-gi) Pak Jucshon (Park Yu-cheon) és Pak Minjong (Park Min-yeong) |
| 2011 | 47th Baeksang Arts Awards                                      | Legjobb új rendező (televízió)   | Kim Vonszok (Kim Won-seok)                                                                                    |
| 2011 | 47th Baeksang Arts Awards                                      | Legjobb új színész               | Pak Jucshon (Park Yu-cheon)                                                                                   |
| 2011 | 47th Baeksang Arts Awards                                      | Legnépszerűbb színész            | Pak Jucshon (Park Yu-cheon)                                                                                   |
| 2011 | 6th Seoul International Drama Awards                           | Kiemelkedő koreai dorama         | |
| 2011 | 6th Seoul International Drama Awards                           | Legjobb színész                  | Pak Jucshon (Park Yu-cheon)                                                                                   |
| 2011 | 6th Seoul International Drama Awards                           | Legnépszerűbb ázsiai színész     | Pak Jucshon (Park Yu-cheon)                                                                                   |
| 2011 | 4th Korea Drama Awards                                         | Legjobb rendező                  | Kim Vonszok (Kim Won-seok)                                                                                    |
| 2011 | 38th Korea Broadcasting Awards                                 | Legjobb dorama (középhosszú)     | |
| 2012 | 55th New York Festivals International Television & Film Awards | Legjobb sorozat 3. hely          | |

## Fordítás
- Ez a szócikk részben vagy egészben  a   Sungkyunkwan Scandal című angol Wikipédia-szócikk ezen változatának fordításán alapul.  Az eredeti cikk szerkesztőit annak laptörténete sorolja fel. Ez a jelzés csupán a megfogalmazás eredetét és a szerzői jogokat jelzi, nem szolgál a cikkben szereplő információk forrásmegjelöléseként.